# 云山街道 (连云港市)
云山街道，是中华人民共和国江苏省连云港市连云区下辖的一个乡镇级行政单位。

## 行政区划
云山街道下辖以下地区：
李庄村、平山村、老君堂村、白果树村和黄崖村。